# ふらんす亭
ふらんす亭（ふらんすてい）は、株式会社ふらんす亭が経営するステーキと焙煎カレーを主力商品としたチェーンファミリーレストランである。首都圏を中心に2025年現在5店舗、関連業態であるステーキMAXを6店舗展開している。過去に約200店舗を展開していた時期もある。

## 沿革
「ふらんす亭」という店名は、創業者・松尾満治が22歳時に修行した長崎県佐世保市のレストランの名に由来する（佐世保ふらんす亭は現在閉店している）。松尾が大学入学のため東京へ行く列車待ちの時間に佐世保ふらんす亭に飛び込んだ際、カレーライス単品を注文するも温かい応対に接した。のちに松尾が大学卒業後、飲食業での起業を志した際に1年間の期限付で修行を頼み込んだ。修行を終え、東京での起業時に「ふらんす亭」の名を使うことを許された。屋号には、味とサービス両方共に妥協しない強い思いを込めている。
1979年に東京・下北沢のビル地下で10坪の店舗を開業。当初はカレーを売りにしていたが、ステーキをメインとする店舗に移行。レモン果汁の入ったステーキソースを用いた「レモンステーキ」を開発して好評を博した。
1999年、ベンチャー・リンクと合弁会社を設立して事業拡大とフランチャイズ化を行い、最大時に約200店舗（うちフランチャイズ店が6割）を展開した。しかし、経営不振から2006年にファンドに事業譲渡した。
その後は2008年にスターゼン、2012年にエムグラントフードサービス社長の井戸実とオーナーが変わっていたが、2019年になって創業者の松尾とジー・テイストの合弁により新たに設立した「株式会社ふらんす亭」へ事業が譲渡され、再び創業者の手に経営が戻ることとなった。
旧運営会社であったフードデザインの本社は、事業譲渡と同時に東京都中野区からエムグラントフードサービス本社と同じ東京都渋谷区へ移転している。

### 年表
- 1979年（昭和54年）12月 - 松尾が東京下北沢で「ふらんす亭」を開業する。
- 1980年（昭和55年）3月 - 有限会社松蔵を設立する。
- 1999年（平成11年）3月 - 有限会社松蔵と株式会社ベンチャー・リンクの合弁会社として、株式会社ふらんす亭を設立する。
- 2002年（平成14年）
  - 2月 - 「源火」第1号店を新宿に開店する。
  - 3月 - 「じゃんけん」第1号店を所沢に開店する。
- 2003年（平成15年）9月 - 「Grill Chef」第1号店を久留米に開店する。
- 2004年（平成16年）
  - 1月 - 「和カフェ・パリ蔵」第1号店を京都に開店する。
  - 7月 - 「イタリアキッチン・ミセスコング」第1号店を柏に開店する。
- 2005年（平成17年）10月 - 「キッチンふらんす亭」直営店第1号店を経堂に開店する。
- 2006年（平成18年）
  - 9月 - 
    - 株式会社ふらんす亭が、物流事業運営子会社である株式会社フードデザインを統合し、株式会社フードデザインへ社名変更する。
    - 「ふらんす亭」を山田MTSキャピタルへ事業譲渡する。
- 2008年（平成20年）4月 - フードデザインがスターゼンの100%子会社となる。
- 2010年（平成22年）4月 - 「ふらんす亭」をエムグラントフードサービスへ業務委託する。
- 2012年（平成24年）9月 -  スターゼン保有のフードデザイン全株式を、エムグラントフードサービスの井戸実へ売却する。
- 2019年（令和元年）7月 -  松尾が新たに設立した『株式会社ふらんす亭』へ事業譲渡される。

## 経営
「ふらんす亭」はブランド名として継続している一方で、経営体制には複数の変遷があった。創業当初は有限会社松蔵が経営および運営を担っていたが、その後、ベンチャーリンクとの合弁会社である株式会社ふらんす亭や、子会社の株式会社フードデザインに経営が移管された。
フードデザインは、「ふらんす亭」のほか、「キッチンふらんす亭」「源火（ラーメン）」「居酒屋じゃんけん」「cafeパリ蔵」「イタリア食堂Mrs.KONG」など複数ブランドを展開していた。
一時は経営難から、フードデザインが経営権を保持しつつ、ステーキけんを展開するエムグラントフードサービスが運営を担当する時期もあったが、2019年夏に創業者・松尾氏と株式会社ジー・テイストが経営権を買い戻し、現在に至る。
2025年時点においては、主力商品のレモンステーキソースや焙煎カレーなどが創業当時の風味や素材を再現した形で提供されており、当時を懐かしむ世代からZ世代まで幅広い客層に支持されている。

## メニュー
薄切りステーキ
「レモンステーキ」は薄切り肉を特製レモンソースを、「ねぎ塩焼き」はねぎ塩ソースをかけて焼き上げたもので、量目は各々M120g（薄切り肉4～5枚程）、L160g（薄切り肉5～7枚程）である。以前「サーロインステーキ」同等肉の「サーロイン」がシングル（100g）、ダブル（200g）で設定され、2006年のメニュー改定時に「サービス八丁みそ焼き」が設定された時期もある。川越達也はTV番組上で「肉がしっかりのったもやし炒め」と評している。
粗挽きハンバーグ
「和風」、「ガーリック」、「てりやきマヨネーズ」、「ねぎ塩」、「イタリアンチーズ」、「デミたま」など7商品が設定されており、「選べるコンビプレート」でも提供されている。
焙煎カレー
牛筋肉を煮込んだ黒色のカレーで、「チーズ」、「エッグ」、「ハンバーグ」などが店舗により設定されておりリピーターもいる。2011年8月30日放送の「お願い!ランキング」内「美食アカデミー」では、「ふらんす亭エッグカレー」がステーキやハンバーグを抑え1位に扱われている。開店当時の風味を醸す商品を、有限会社松蔵がレトルトで量販店や通信販売などで販売している。
ステーキ
「サーロイン」、「ランプカット」、「チキン」などが設定されている。
コンビプレート
1つの鉄判に2つの料理が盛られたセットでサラダ、スープ、ライスなどが共に提供される。

## 調理
シズル感
鉄板で提供する料理は、調理直後を印象付けるため、焼成音とソースの飛び跳ねでシズル感を強調している。
鉄判
ステーキとハンバーグを提供する鉄板を、発音と意味も鉄板と同じだが小判型鉄板の意味で「鉄判」と呼称している。

## クレーム対応
エムグラントフードサービスによる管轄時、当時の経営者である井戸実はFacebookに寄せられる利用客のクレームを目にし、「たった1000円の食事でクレームをするな！」「ホントにうぜーなぁ」「（肉が固いとの指摘に対して）僕はそのお客様に『顎を鍛えてください。』とメールで返信したことがある」などコメントしている。提供する料理のクレームは調理方法に問題があると思われる場合を除き無視している、と「ロードサイドのハイエナのブログ」（2011年8月17日）で記し、「『口に合わないんだから来なければ良い』とのスタンスでいることが至極大事」「味に関してのクレームは受け付けない様にする事が大事」「クレームをしてくる人とか本当に如何なものかと思います」「全てのお客様の嗜好にあうものを作るのは不可能」「本部が決定している商品を正確に提供していれば不味いといわれてもめげる必要はありません」と記している。